# Mount Sones
Mount Sones är ett berg i Antarktis. Det ligger i Östantarktis. Australien gör anspråk på området. Toppen på Mount Sones är 1 051 meter över havet.
Terrängen runt Mount Sones är kuperad åt nordväst, men åt sydost är den platt. Trakten är obefolkad. Det finns inga samhällen i närheten.